# Timothy Raschdorf
Timothy Raschdorf (* 1993 in Frankfurt am Main) ist ein deutscher Schauspieler.

## Werdegang
Raschdorf wurde in Frankfurt am Main geboren, wohnt allerdings in München. Bis 2007 besuchte er das Gymnasium in Schäftlarn südlich von München zwischen Grünwald und Wolfratshausen, welches sich in Trägerschaft der örtlich ansässigen Benediktinerabtei befindet. Danach wechselte er auf das Gymnasium Pullach, wo er im Frühjahr 2012 das Abitur ablegte.
Für das Fernsehen wurde er über eine Castingfirma entdeckt, bei der seine Familie Fotos für den Geburtstag von Raschdorfs Vater machen ließ. Neben einer Episodenrolle in der ARD-Serie Um Himmels Willen wurde er für die Bavaria-Produktion Marienhof engagiert, für die er ab April 2010 etwa fünfmal im Monat an Nachmittagen drehte.
Dort verkörperte er als zweiter Darsteller die Rolle des Tim „Timmi“ Töppers, in der er vom 19. August 2010 bis 15. Juni 2011 zu sehen war. Er übernahm damit den Part von Nicholas Loibl, der die Figur zuvor von 1997 bis 2007 spielte.

## Filmografie

### Fernsehen
- 2010–2012: Um Himmels Willen (als Schüler Tom)
- 2010–2011: Marienhof (als Tim Töppers #2)

### Sonstiges
- einige Auftritte bei Pokito TV